# Kurt Freund
Kurt Freund (Chrudim, 17 de enero de 1914 - Toronto, 23 de octubre de 1996) fue un médico y sexólogo checo-canadiense conocido por ser el precursor de la falometría (medición objetiva de la excitación en hombres), sus investigaciones sobre la pedofilia y su hipótesis sobre el «trastorno del cortejo» como una taxonomía de ciertas parafilias (voyeurismo, exhibicionismo, frotismo y a lo que él llamaba como "violación preferencial").

## Biografía

### Primeros años
Freund nació en Chrudim, en el entonces Imperio austrohúngaro (posteriormente Checoslovaquia y actual República Checa), en el seno de una familia judía germanoparlante. Contrajo matrimonio en 1942 con Anna Hloun, una pianista y profesora de música no judía, al año siguiente se divorcia con el fin de proteger a su esposa y a su hija recién nacida, Helen, de la persecución antisemita implementada por los nazis durante la ocupación alemana de Checoslovaquia. Vuelve a casarse con Anna al término de la Segunda Guerra Mundial en 1945, quien trajo a luz a su segundo hijo, Peter, en 1948. Muchos de los familiares de Freund murieron ejecutados durante el Holocausto, incluyendo sus padres, Heinrich y Hella, junto a su hermano Hans.

### Carrera en Europa
Freund fue inicialmente el encargado para utilizar el pletismógrafo peneano con el fin de detectar a los reclutas que intentaban evadir su servicio militar aludiendo falsamente ser homosexual (el gobierno checoslovaco prohibía a los homosexuales servir en las fuerzas armadas). No obstante, su principal programa de investigación se centró en la detección y diagnosis de abusadores sexuales, particularmente y de preferencia hacia pedófilos, con el fin de encontrar directrices para un tratamiento más apropiado. Freund estuvo también involucrado en aplicar la terapia de reorientación sexual: "Freund hizo un intento a gran escala en la Checoslovaquia de los años 50 para cambiar la orientación sexual de homosexuales hacia una orientación heterosexual a través del uso de una terapia aversiva conductual." 
Sus datos empíricos también demostraron algunas de las primeras evidencias de que la terapia de conversión de orientación sexual era generalmente inútil. Incluso demostró que hombres orientados hacia la homosexualidad que dejaron de tener relaciones sexuales con otros hombres y establecieron matrimonios heterosexuales, seguían excitados por imágenes de hombres más que de mujeres.
Freund también desafió las teorías psicoanalíticas contemporáneas sobre la homosexualidad masculina que sugerían que se debe a un miedo o aversión hacia las mujeres. Freund concluyó que los hombres homosexuales sencillamente carecen de un deseo erótico hacia las mujeres. Basado en estos estudios, defendió la despenalización de la homosexualidad en Checoslovaquia (la cual tuvo lugar en 1961) y el fin de la terapia de reorientación sexual en su país. Estas opiniones también las dejó en expuesto en los establecimientos psiquiátricos en Toronto, en ese entonces fuertemente influenciados por el psicoanalismo, cuando continuaba argumentando de que los homosexuales necesitaban entendimiento y aceptación más que un tratamiento médico.
Freund contribuyó a la idea del origen genético de la homosexualidad al incluir en su libro un estudio sobre los hermanos gemelos genéticamente idénticos y quiénes casi siempre tienen la misma orientación sexual (sea heterosexual u homosexual).
Freund Recibió su doctorado en Medicina por la Universidad Carolina de Praga, y más tarde el grado de D.sc. en 1962 por la misma institución. Llevó a cabo su posdoctorado en investigación y luego en investigación y trabajo clínico en el Instituto Sexológico de la Universidad Carolina. 

### Carrera en Canadá
Freund migró a Canadá en 1968, durante el inicio de la Primavera de Praga. Comenzó sus estudios pletismográficos de orientación sexual masculina en el Centro para Adicción y Salud Mental (entonces llamado Instituto Clarke de Psiquiatría) en Toronto, donde se originaron muchas de las investigaciones y datos publicados sobre el PPG. El Laboratorio Kurt Freund en aquel centro fue nombrado en su honor. Hubo una controversia con respecto al potencial abuso de dispositivos para medir los intereses sexuales, siguiendo lo que podría ir dirigido a una discriminación hacia hombres gais. Aunque el test falométrico ha demostrado ser uno de los métodos más efectivos para descubrir si existe una alta probabilidad de que los abusadores sexuales puedan cometer otros abusos sexuales en contra de niños. Por otro lado, otro estudio concluyó que "a pesar de que la validez de la técnica para la investigación y la asesoría clínica ha sido establecida, la justificación para el uso rutinario de la técnica tiene que esperar una estandarización apropiada de la técnica y la publicación de normas fiables."

### Últimos años y muerte
Freund fue diagnosticado con cáncer en 1994 y se integró al grupo que apoya la eutanasia Dying with Dignity.  Cuándo su salud se deterioró en 1996, se suicidó ingiriendo un cóctel letal de relajantes musculares, somníferos y vino. Freund fue cremado, y sus cenizas fueron esparcidas en el césped en las afueras de su oficina en el Instituto Clarke de Toronto y en el patio del Hospital Psiquiátrico Bohnice en Praga, donde había trabajado durante muchos años en Checoslovaquia.